# 二丈町立てこもり殺人事件
二丈町立てこもり殺人事件（にじょうまちたてこもりさつじんじけん）は、2002年（平成14年）9月14日に福岡県糸島郡二丈町（現：糸島市）で発生した人質・殺人事件である。

## 概要
2002年（平成14年）9月14日14時半ごろ、福岡県糸島郡二丈町吉井の防水加工業の男性宅に男が押し入り、男性の母と娘を人質に取り男性宅に立てこもった。
犯人の男は男性の姉の夫で、行方が分からなくなっている妻（事件後に離婚成立）と子供との面会を要求した。男性が同日20時ごろに帰宅した際に男性の母と娘に包丁を突き付けていることを知り、警察に110番通報した。男性の母は翌9月15日昼に解放されたが、男性の娘は9月16日未明に腹部を刺され死亡した。
その後の調べで、男性の娘は福岡県警察が突入に踏み切る約20分前に殺害されていたことがわかり、県警が事件後に「安全な救出を願っていた遺族に、誠に申し訳ない」と謝罪している。
また、9月15日の23時30分ごろに犯人の妻と子供に合わせると約束したが、親族との打ち合わせや詰めの説得に手間取り当初予定より約50分も遅れ、その間に刺殺したことも明らかとなった。
さらに、男性は犯人の男から事件前に犯人の妻と子供を捜すように脅迫電話を受け警察に相談したものの、取り合ってもらえなかったという。
犯人の妻は犯人からのDVに怯えており、暴力から逃れるために犯人のもとから逃げていた。

## 刑事裁判
被告人の男は殺人、逮捕監禁致傷、暴力行為法違反の罪に問われた。
2002年12月に福岡地方裁判所で初公判が開かれ、罪状認否で被告人は「助けることなく見殺しにしたことを思うと殺意がなかったとは言えない」と述べて殺人罪について大筋で認めた。一方、初公判以降、裁判官や検察官、自身の親族らに対し「貴様らはグルだ」「覚えとれよ」と食って掛かるなど、周囲を敵視した態度を取り続けた。また、福岡地裁や関係者に対し、裁判官・捜査員、被害者遺族らに対する逆恨みの念や、彼らに対する報復をほのめかす内容など（裁判官に対しては無期懲役になっても生きて仮出所する、意に反した判決ならば絶対に忘れない、大変なことになるといった趣旨）を綴った手紙約100通を出していた。なお被告人は2005年（平成17年）4月7日付で元暴力団組長の男Nと養子縁組し、彼と同じN姓に改姓したが、この養父となった男Nは当時、配下の組員ら2人を殺害したとして死刑判決を受け上告していた男である。被告人はNと福岡拘置所で知り合い、同じ福岡県筑豊地方の出身であることなどから親しくなり、「身寄りがない」と荒れていたところ「更生に役立てば」と縁組を勧められたという。
2005年1月17日の論告求刑公判で、検察官は「勝手な想像で、無関係な一家を標的にし、自らの要求が実現しないことにいらだち、幼い命を奪った。殺害された子供の味わった恐怖は筆舌に尽くしがたい」などと述べて犯行動機の身勝手さ、犯行の残忍性、社会的影響の甚大さ、被告人が公判で無反省な態度を取っていることなどを指摘し、「極刑に値する」としながらも殺害人数が1人であることなどを考慮して被告人に無期懲役を求刑した。同日の公判で被告人は、殺人罪について「死亡させた結果責任は負うが、殺すつもりなど全くなかった」と述べて初公判から一転して殺意を否認した。また、暴力行為法違反については「常習ではなく、一回蹴っただけ」と否認した。
同年2月14日、最終弁論で弁護人は、姪を刺殺した行為は警察が妻子に合わせるという約束を守らなかったことに激情した被告人が弾みで刺したにすぎず、殺意はなく傷害致死罪に当たると主張した。最終意見陳述で被告人は「懲役18年か有期刑にしかならない。今からでも死刑を求刑してみろ。無期懲役なら控訴、上告して争う」という趣旨の発言をして結審した。
同年5月26日の判決公判で、福岡地裁（谷敏行裁判長）は被告人が姪に対する確定的な殺意を抱いていたことなどを認定した上で「遺族や身内、関係者らに対する明らかな脅迫としか取りようのない言動を行い、真摯な反省の態度は全くない。他人に対する思いやりが完全に欠落している」と述べて犯行動機の身勝手さ、犯行の残虐性などを考慮し、求刑通り被告人を無期懲役とする判決を言い渡した。判決後、被告人は弁護人と接見した際に判決への不満を訴えた上で、「一日も早く仮出所したい。おれが出てきたら大変なことになる」と述べ、被害者遺族や自身の親族に対するお礼参りをほのめかしたが、先述の養父から「いかなる判決でも受け入れ、亡くなった子供の供養をしていくように」という手紙を受け取ったことを明かし、控訴しない意向を表明。控訴期限を迎えた同年6月10日午前0時をもって無期懲役の判決が確定した。